# Aphelidesmus tertius
Aphelidesmus tertius är en mångfotingart som beskrevs av Chamberlin 1948. Aphelidesmus tertius ingår i släktet Aphelidesmus och familjen Aphelidesmidae. Inga underarter finns listade i Catalogue of Life.